# Hans Kruize

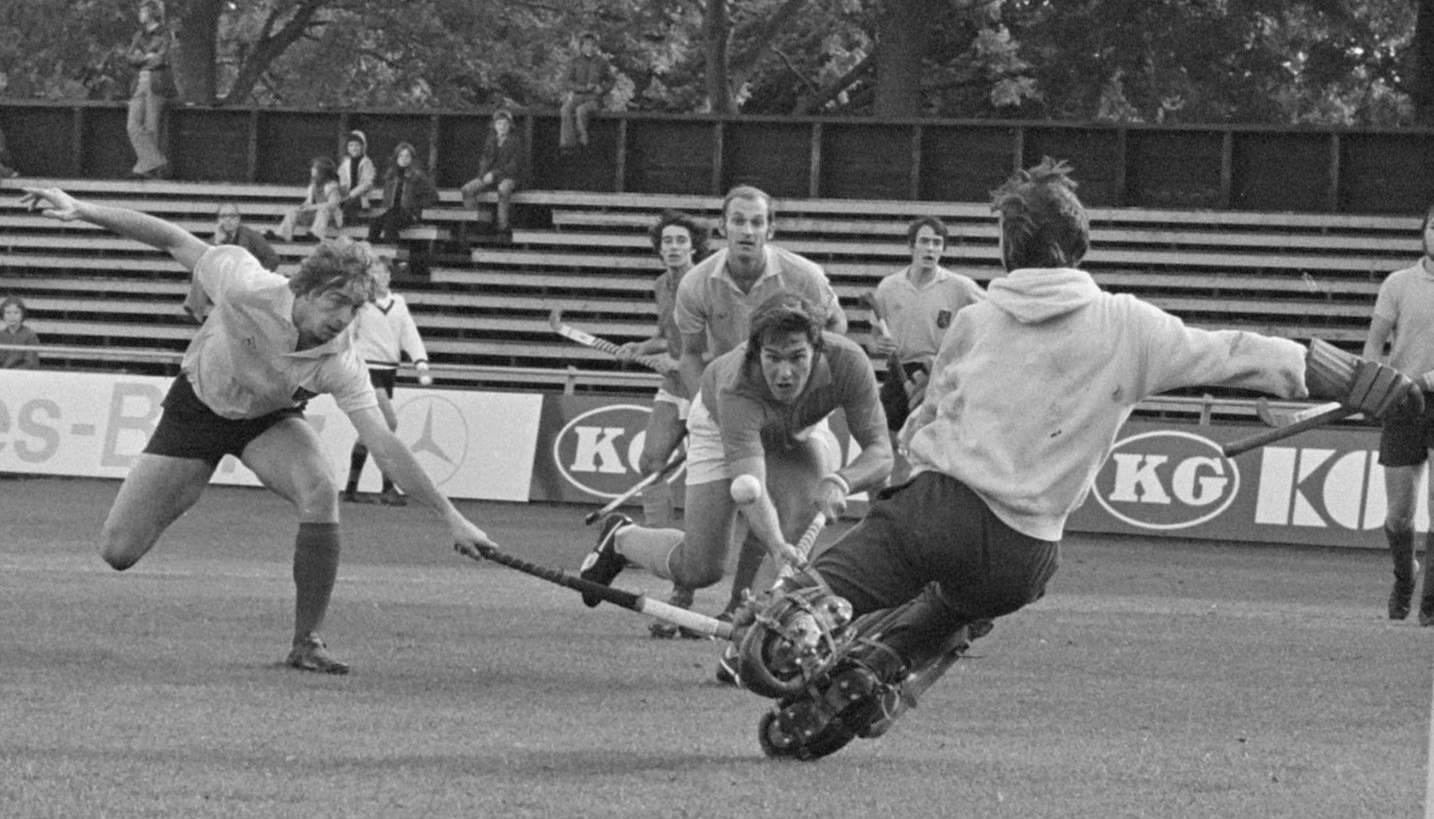
Hans Kruize (in der Mitte mit weißer Hose, 1974)

Hans Tjebbe Kruize (* 23. Mai 1954 in Den Haag) ist ein ehemaliger niederländischer Hockeyspieler, der 1978 Europameisterschaftszweiter war und 1974 Europameisterschaftsdritter.

## Sportliche Karriere
Der Mittelfeldspieler Hans Kruize bestritt von 1974 bis 1984 99 Länderspiele für die niederländische Nationalmannschaft, in denen er 14 Tore erzielte.
Hans Kruize debütierte bei der Europameisterschaft 1974 in Madrid im Nationalteam. Die Niederländer unterlagen im Halbfinale der spanischen Mannschaft mit 0:1, gewannen aber das Spiel um Bronze gegen das englische Team mit 4:1. 1975 belegten die Niederländer den neunten Platz bei der Weltmeisterschaft in Kuala Lumpur. Hans Kruize erzielte im Spiel um den neunten Platz beim 3:1 gegen Polen zwei Treffer, den dritten Treffer erzielte sein Bruder Ties Kruize. Bei den Olympischen Spielen 1976 in Montreal war Hans Kruize in sechs Spielen dabei und erzielte zwei Tore. Die Niederländer gewannen ihre Vorrundengruppe, unterlagen aber im Halbfinale der neuseeländischen Mannschaft in der Verlängerung. Abschließend verloren sie auch das Spiel um die Bronzemedaille gegen Pakistan.
Bei der Europameisterschaft 1978 in Hannover wirkte Hans Kruize in sieben Spielen mit, schoss aber kein Tor. Die niederländische Mannschaft erreichte das Finale, verlor aber dann in der Verlängerung gegen die deutsche Mannschaft. 1980 verpasste Hans Kruize seine zweite Olympiateilnahme wegen des Olympiaboykotts.
Nach einer längeren Pause kehrte Hans Kruize 1983 ins Nationalteam zurück. Bei den Olympischen Spielen 1984 in Los Angeles war er in allen sieben Spielen dabei und belegte mit der niederländischen Mannschaft den sechsten Platz.
Hans Kruize spielte beim HC Klein Zwitserland in Den Haag und war mit dieser Mannschaft mehrfach niederländischer Meister. Er ist der Sohn von Roepie Kruize, seine Brüder Ties Kruize und Hidde Kruize waren ebenfalls niederländische Nationalspieler und Olympiateilnehmer.